# Szymon Winawer
Szymon Abramowicz Winawer (6 tháng 3 năm  1838 – 29 tháng 11 năm 1919 cùng tại Warszawa) là một kỳ thủ cờ vua Ba Lan, đã từng vô địch Đức năm 1883.

## Kết quả thi đấu giải và trận đấu
Tại giải đấu quốc tế đầu tiên của mình là Giải cờ vua Paris 1867 tổ chức ở quán Café de la Régence, Winawer về nhì, đồng hạng với Wilhelm Steinitz và xếp sau Ignatz Von Kolisch. Ông là một trong những kỳ thủ hàng đầu thế giới trong 15 năm tiếp theo.
Tại giải Warszawa 1868 Winawer vô địch giải đấu đầu tiên ở Ba Lan. Ông thắng kỳ thủ Nga Ilya Shumov 5–2 ở trận đấu được tổ chức năm 1875 tại Sankt Peterburg. Tại giải Paris năm 1878 Winawer đồng điểm hạng nhất (+14−3=5) với Johannes Zukertort, xếp trên Joseph Henry Blackburne và George Henry Mackenzie, nhưng giành hạng nhì sau khi chơi play-off. Tại giải Berlin năm 1881 ông đồng hạng ba với Mikhail Chigorin. Kết quả tốt nhất của Winawer là đồng hạng nhất với Steinitz tại Viên 1882. Giải đấu này được coi là giải đấu mạnh nhất lịch sử tính đến thời điểm đó. Tại London 1883 ông không xếp thứ hạng cao, nhưng sau đó cùng năm tại Nuremberg (3rd German Congress) ông về đầu, đánh bại Blackburne xếp hạng nhì.
Sau một thời gian dài vắng mặt, Winawer trở lại với cờ vua ở thập niên 1890, nhưng lúc này ông bị các kỳ thủ trẻ hơn như Siegbert Tarrasch và Emanuel Lasker vượt qua. Tại Dresden 1892 và Budapest 1896 ông xếp hạng sáu. Winawer thua Dawid Janowski 2–5 trong trận đấu năm 1896. Ông sang tuổi 63 khi tham dự giải đấu quốc tế cuối cùng của mình là Monte Carlo 1901 và không nằm trong nhóm dẫn đầu. Winawer thi đấu đỉnh cao cho đến ngoài 60 tuổi, gặp tất cả các kỳ thủ hàng đầu thế giới trong hơn 30 năm cuối thế kỷ 19, từ Adolf Anderssen cho đến Lasker. Winawer qua đời tại Warszawa ngày 29 tháng 11 năm 1919.

## Di sản
Winawer có một số biến khai cuộc mang tên ông. Biến phổ biến nhất là Biến Winawer của Phòng thủ Pháp (1.e4 e6 2.d4 d5 3.Nc3 Bb4). Tên ông cũng gắn với Đòn tấn công Winawer trong khai cuộc Ruy Lopez. Tại Monte Carlo năm 1901, giải đấu quốc tế cuối cùng của Winawer, ông đã giới thiệu Đòn phản công gambit Winawer ở Phòng thủ Slav trong ván đấu gặp Frank Marshall.

## Ván đấu tiêu biểu
Một trong những ván đấu nổi tiếng nhất của Winawer là ván thắng Steinitz tại Nuremberg năm 1896: 
1.e4 e5 2.d4 exd4 3.Qxd4 Nc6 4.Qe3 Nf6 5.Nc3 Bb4 6.Bd2 O-O 7.O-O-O Re8 8.Bc4 Bxc3 9.Bxc3 Nxe4 10.Qf4 Nf6 11.Nf3 d6 12.Ng5 Be6 13.Bd3 h6 14.h4 Nd5 15.Bh7+ Kh8 16.Rxd5 Bxd5 17.Be4 f6 18.Bxd5 fxg5 19.hxg5 Ne5 20.g6 1–0